# Mahazoarivo (Fianarantsoa II)
Pour les articles homonymes, voir Mahazoarivo.
Mahazoarivo est une commune rurale malgache dans le district d'Isandra, dans la partie centrale de la région Haute Matsiatra.

## Histoire
Mahazoarivo était la capitale du royaume betsileo d'Isandra, qui avait son apogée au XVIIIe siècle sous Andriamanalina 1er.